# Liste der Kulturdenkmäler in Gesamtanlage Kernstadt VI (Fulda)
Die folgende Liste enthält die in der Denkmaltopographie ausgewiesenen Kulturdenkmäler auf dem Gebiet des Ortsteils Fulda der  Stadt Fulda, Landkreis Fulda, Hessen.
Hinweis: Die Reihenfolge der Denkmäler in dieser Liste orientiert sich an der Anschrift, alternativ ist sie auch nach der Bezeichnung oder der Bauzeit sortierbar.
Kulturdenkmäler werden fortlaufend im Denkmalverzeichnis des Landes Hessen durch das Landesamt für Denkmalpflege Hessen auf Basis des Hessischen Denkmalschutzgesetzes (HDSchG) geführt. Die Schutzwürdigkeit eines Kulturdenkmals hängt nicht von der Eintragung in das Denkmalverzeichnis des Landes Hessen oder der Veröffentlichung in der Denkmaltopographie ab.

Das Denkmalverzeichnis für diesen Bereich liegt noch nicht vor. Die bisher bekannten Bau- und Kunstdenkmäler hat das Landesamt für Denkmalpflege Hessen in sogenannten Arbeitslisten erfasst. Den Arbeitslisten liegen Erkenntnisse aus Akten, Ortsbegehungen und Denkmalinventaren, jedoch keine neuere systematische Forschung, zugrunde. Die Benehmensherstellung mit der Gemeinde gemäß § 11 Abs. 1 HDSchG ist noch nicht erfolgt.
Das Vorhandensein oder Fehlen eines Objekts in dieser Liste ist keine rechtsverbindliche Auskunft darüber, ob es Kulturdenkmal ist oder nicht: Diese Liste entspricht möglicherweise nicht dem aktuellen Stand der offiziellen Denkmaltopographie. Diese ist für Hessen in den entsprechenden Bänden der Denkmaltopographie Bundesrepublik Deutschland und im Internet unter DenkXweb – Kulturdenkmäler in Hessen einsehbar. Auch diese Quellen sind, obwohl sie durch das Landesamt für Denkmalpflege Hessen aktualisiert werden, nicht immer aktuell, da es im Denkmalbestand immer wieder Änderungen gibt.
Eine verbindliche Auskunft erteilt allein das Landesamt für Denkmalpflege Hessen.
Nutze diese Kartenansicht, um Koordinaten in der Liste zu setzen. In dieser Kartenansicht sind Kulturdenkmale ohne Koordinaten mit einem roten bzw. orangen Marker dargestellt und können in der Karte gesetzt werden. Kulturdenkmale ohne Bild sind mit einem blauen bzw. roten Marker gekennzeichnet, Kulturdenkmale mit Bild mit einem grünen bzw. orangen Marker.

## Fulda
| Bild            | Bezeichnung                                     | Lage                                                    | Beschreibung | Bauzeit | Objekt-Nr. |
| --------------- | ----------------------------------------------- | ------------------------------------------------------- | --- | ------- | ---------- |
| Bild gesucht BW | Gesamtanlage Petersberger Straße                | Lage                                                    | |         |            |
| Bild gesucht BW | Gesamtanlage Heinrichstraße/Petersberger Straße | Lage                                                    | |         |            |
| weitere Bilder  | Wohnhaus                                        | Franzosenwäldchen 2 LageFlur: 5, Flurstück: 1457/774    | | 1910/11 |            |
| weitere Bilder  | Alter städtischer Friedhof                      | Goethestraße LageFlur: 16, Flurstück: 64, 65/4          | Etwa 90 Grabsteine des 18. und 19. Jahrhunderts, Friedhofskreuz von 1798, barocker Bildstock aus dem Jahr 1718, Brunnenstock des ehemaligen Marktbrunnens von 1860 und die Friedhofskapelle. | 1531    |            |
| Bild gesucht BW | Mittlerer städtischer Friedhof                  | Künzeller Straße LageFlur: 16, Flurstück: 97/2          | Friedhof von 1877 bis 1931, 43 Grabsteine, Kriegerdenkmal 1870/1. | 1877    |            |
| weitere Bilder  | Wohnhaus                                        | Petersberger Straße 16 LageFlur: 16, Flurstück: 73/5    | | 1900/01 |            |
| Wohnhaus        | Wohnhaus                                        | Petersberger Straße 18a LageFlur: 16, Flurstück: 538/73 | | 1906    |            |
| Wohnhaus        | Wohnhaus                                        | Petersberger Straße 20 LageFlur: 16, Flurstück: 537/73  | | 1903    |            |